# Occidental Petroleum
Occidental Petroleum Corporation (Oxy) è una compagnia statunitense produttrice di petrolio e gas che opera negli Stati Uniti, Medio Oriente, Africa del Nord e Sud America. Fu fondata nel 1920.

## Storia
Soprannominata Oxy dal codice della Borsa di New York, la società è stata fondata nel 1920 con sede a Los Angeles. È diventata il quarto gruppo più grande nel settore petrolifero e del gas degli Stati Uniti in base alla capitalizzazione di mercato. Oxy è anche il più grande produttore di petrolio del Texas e il più grande produttore di gas naturale della California. Una delle sue filiali, OxyChem, produce e commercializza prodotti chimici. Armand Hammer era uno dei suoi leader.
Nel febbraio 2014, Occidental Petroleum ha annunciato la suddivisione delle sue attività in California, la rifocalizzazione sulle attività chimiche e lo spostamento della sua sede da Los Angeles a Houston, Texas.
Nell’aprile 2019, dopo un braccio di ferro a base di offerte al rialzo con Chevron, alla fine Oxy ha acquisito la compagnia petrolifera americana Anadarko per 38 miliardi di dollari; tuttavia, ha dovuto cedere le attività di Anadarko in Africa a Total.
Nell'ottobre 2020, la compagnia ha venduto le sue attività in Colombia al fondo di investimento Carlyle Group per 825 milioni di dollari, comprese le partecipazioni di minoranza nei giacimenti di idrocarburi gestiti da Ecopetrol, la compagnia petrolifera statale colombiana.
Nel 2022 la holding Berkshire Hathaway di Warren Buffett ha raggiunto il 16,4% di possesso delle quote di Occidental Petroleum, diventando così il suo primo azionista.

## Operazioni

### Petrolio e gas
Le attività petrolifere e di gas dell'azienda sono concentrate in tre aree geografiche: Stati Uniti, Medio Oriente e Colombia. Al 31 dicembre 2020, Occidental aveva 2.911 miliardi di barili di petrolio (1,781 × 10 10 GJ) di riserve accertate nette di petrolio, di cui il 51% era petrolio, il 19% gas naturale liquido e il 30% gas naturale. Nel 2020 la società ha prodotto 1.350mila barili di petrolio (8.300.000 GJ) al giorno. 

### Stati Uniti
Nel 2020, le attività della società negli Stati Uniti hanno prodotto 1.037 mila barili di petrolio (6.340.000 GJ) al giorno, che rappresentano il 77% della produzione mondiale della società, inclusi 575 mila barili di petrolio (3.520.000 GJ) al giorno nel bacino del Permian, dove Occidental è il più grande operatore e produttore di petrolio. L'azienda ha prodotto 435 mila barili di petrolio (2.660.000 GJ) al giorno da trivellazioni direzionali di petrolio non convenzionali tramite Permian Resources e 140 mila barili di petrolio (860.000 GJ) al giorno utilizzando una tecnica chiamata recupero avanzato del petrolio, in cui l'anidride carbonica e l'acqua vengono recuperate iniettato in formazioni sotterranee per estrarre petrolio e gas. L'azienda produceva inoltre 293mila barili di petrolio (1.790.000 GJ) al giorno nel bacino di Denver . 

### Medio Oriente
Le operazioni di petrolio e gas della società in Medio Oriente si svolgono in Oman, Qatar e negli Emirati Arabi Uniti e avvengono tramite accordi di condivisione della produzione. La regione ha prodotto 251mila barili di petrolio (1.540.000 GJ) al giorno, pari a circa il 19% della produzione totale del 2020. La regione deteneva anche il 28% delle riserve certe della società nel 2020. 
L'azienda è il più grande produttore di petrolio indipendente dell'Oman. In Qatar, la società è il secondo produttore di petrolio offshore ed è proprietaria parziale del Dolphin Gas Project, che fornisce gas all'Oman e agli Emirati Arabi Uniti. 

### Colombia
In Colombia, che rappresenta 32mila barili di petrolio (200.000 GJ) al giorno di produzione, ovvero il 2% della produzione totale nel 2020, la società gestisce il giacimento petrolifero di Caño Limón.

### Chimico
OxyChem, una consociata interamente controllata, produce resine di polivinilcloruro (PVC), cloro e idrossido di sodio (soda caustica) utilizzati in plastica, prodotti farmaceutici e prodotti chimici per il trattamento dell'acqua. Altri prodotti fabbricati dall'azienda includono potassa caustica, sostanze organiche clorurate, silicati di sodio, acido cianurico clorurato (isocianurato) e cloruro di calcio. OxyChem ha impianti di produzione negli Stati Uniti, Canada e Cile. In una joint venture con Church & Dwight, OxyChem possiede Armand Products Company, che vende carbonato di potassio e bicarbonato di potassio.